# 拉瓦·奧帕·瓦圖莫哈伊國家公園
4°26′S 121°53′E / 4.433°S 121.883°E
拉瓦·奧帕·瓦圖莫哈伊國家公園是印尼的國家公園，位於蘇拉威西島，處於東南蘇拉威西省，成立於1989年，面積1,050平方公里，有155種鳥類、11種爬蟲類、20種魚類棲息。